# 이재훈 (아나운서)
이재훈(1982년 4월 6일 ~ )은 대한민국의 기업인이다.
(주)JRB의 창업자이며 대표이사를 맡고 있다. TV조선에 입사해 기자로 활동한 뒤 연합뉴스TV에서 아나운서로 근무했다.

## 약력
- (주)JRB 대표이사
- 서울대학교 미래융합기술최고과정(FIP) 수료
- 연합뉴스TV 아나운서
- TV조선 기자
- 서울대학교 산업공학과 졸업
- 휘문고등학교 졸업

## 진행
- TV조선 <마감뉴스>
- 연합뉴스TV <모닝Y>
- 연합뉴스TV <출발640>
- 연합뉴스TV <글로벌Y>
- 연합뉴스TV <뉴스12>
- 연합뉴스TV <뉴스20>
- 연합뉴스TV <투나잇23>